# أطفيح (مركز)
مركز أطفيح، مركز إداري مصري. يقع في محافظة الجيزة الواقعة في جمهورية مصر العربية. القاعدة الإدارية للمركز هي مدينة أطفيح.